# Втрати Української добровольчої армії
| Втрати УДА з 2016 по 2019 роки. На основі зведеної таблиці втрат. |
| 1 2 3 4 5 6 7 2016 2017 2018 2019                                 |

У статті наведена інформація про втрати та обставини загибелі бійців Української добровольчої армії.

## Список загиблих

### 2016
Захаров Андрій Володимирович («Захар») — загинув 12 квітня 2016 року в районі міста Авдіївка під час розмінування території, закривши собою побратимів від вибуху міни з «розтяжкою».
Шелудько Володимир Олександрович («Карась») — загинув 26 серпня 2016 року від кулі снайпера близько 17:00 на передовій, на крайньому блокпості села Широкине (Волноваський район).
Шемуровський Владислав Віталійович («Маестро») — загинув 31 серпня 2016 року під час виконання бойового завдання поблизу села Широкине (Волноваський район).
Саєнко Дмитро Олександрович («Череп») — загинув 23 жовтня 2016 року під час бойових дій у «промзоні» Авдіївки.
Подаровський Олег Геннадійович («Сніжок»/«Анубіс») — помер від важкої хвороби 3 листопада 2016 року в лікарні міста Дніпро.
Мороз Олександр Миколайович («Лютий») — загинув вранці 26 грудня 2016 року поблизу села Широкине, підірвавшись на вибуховому пристрої з «розтяжкою».

### 2017
Луців Андрій Зенонович — загинув 21 червня 2017 року у бою поблизу міста Авдіївка, внаслідок прямого влучення ворожого танку.
Іваник Володимир Васильович («Фофа», «Ірокез») — загинув 21 червня 2017 року у бою поблизу Авдіївки, внаслідок прямого влучення ворожого танку.
Левицький Геннадій Миколайович («Зона») — загинув 30 серпня 2017 року у бою з ворожою ДРГ поблизу Мар'їнки.
Зельманович Віктор Ігорович («Зєля») — загинув 10 грудня 2017 року внаслідок підриву на протипіхотній міні з розтяжкою під час виконання бойового завдання поблизу Мар'їнки.
Зубченко Олександр Миколайович («Запал») — загинув 10 грудня 2017 року внаслідок підриву на протипіхотній міні з розтяжкою під час виконання бойового завдання поблизу Мар'їнки.

### 2018
Жуков Іван Всеволодович («Жук») — загинув близько опівночі з 23 на 24 травня 2018 року, після важкого поранення під час несення бойової варти на позиціях в районі Мар'їнки, на підступах до Донецька.
Галаган Володимир Дмитрович («Душман») — помер у ніч на 14 червня 2018 року у реанімаційному відділенні Одеської лікарні під час лікування.

### 2019
Волков Микола Миколайович («Смурфік») — поранений 10 квітня 2019 р. в околицях села Водяне отримав складне кульове поранення в голову з пошкодженням великої частини мозку та кісток. За життя пораненого лікарі боролися п'ять днів, однак близько 8.00 ранку 15 квітня він помер.